# Milagre do Rio Han

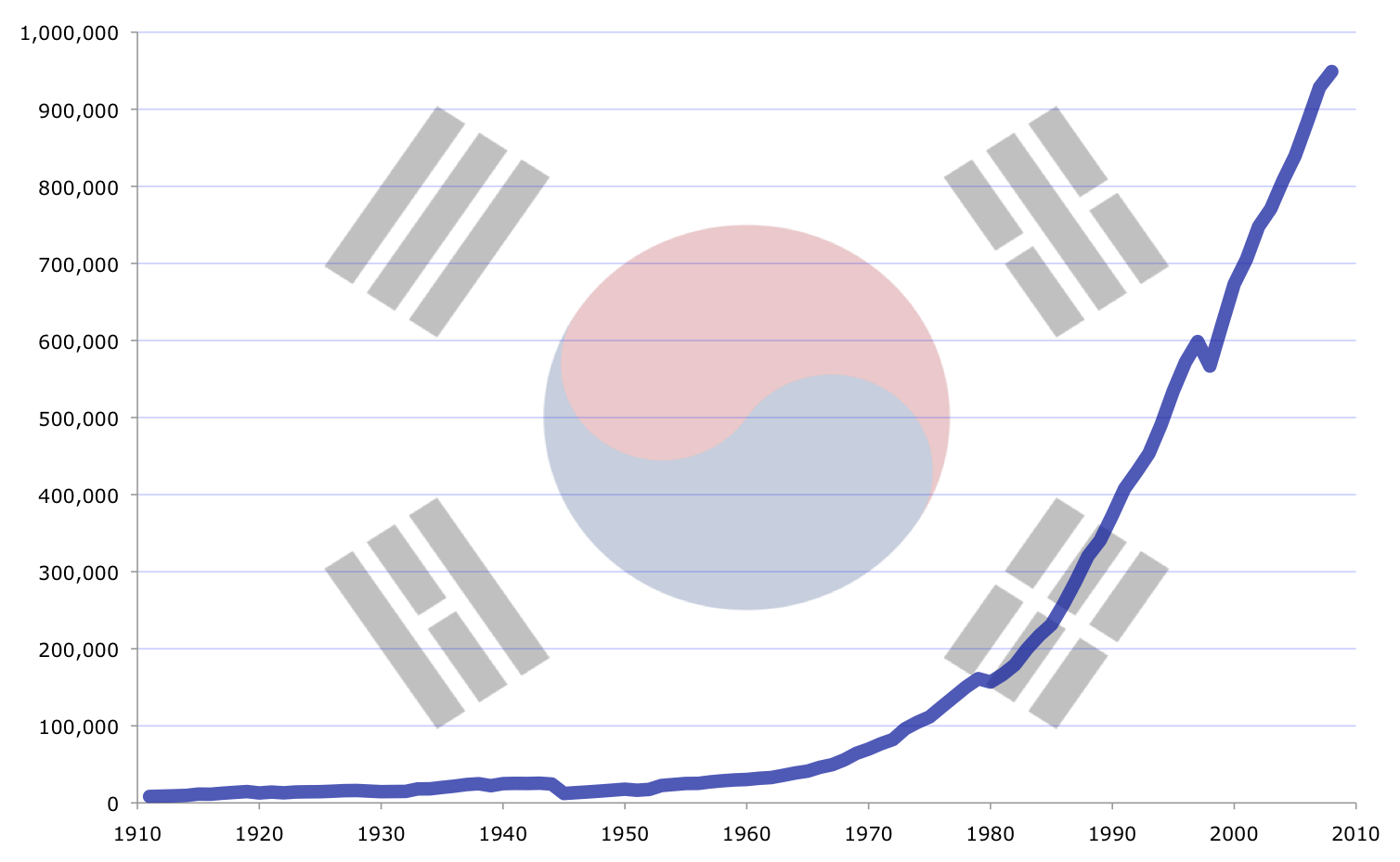
A economia da Coreia do Sul cresceu quase sem parar de quase zero para mais de um trilhão de dólares em menos de meio século.

O Milagre do Rio Han (em coreano: 한강의 기적) refere-se ao acelerado crescimento econômico movido pelas exportações ocorrido na Coreia do Sul, incluindo rápida industrialização, avanço tecnológico, boom educacional, aumento exponencial nos padrões de vida, rápida urbanização, construção de arranha-céus, modernização, sucesso na organização de grandes eventos desportivos como os Jogos Olímpicos de Verão de 1988, os Jogos Olímpicos de Inverno de 2018 e a Copa do Mundo FIFA de 2002, realizada juntamente com o Japão. Além desses fatos, o país passou por uma rápida redemocratização e é um dos líderes do processo de globalização. Fatores estes que transformaram um país pobre e destruído após a Guerra da Coreia em um país rico e altamente desenvolvido na atualidade, com uma das economias mais influentes do mundo e extremamente conhecida pelos seus chaebols, como a Samsung, a LG Group e a Hyundai-Kia.
Mais especificamente, esta fase se refere ao crescimento econômico e a transformação urbana da Seul, a capital que é cortada pelo rio Han. Além disso, o milagre geralmente refere-se ao período de 35 anos entre 1961 e 1996. Este conceito é derivado do "Milagre do Reno", que é o termo usado para descrever o renascimento econômico da Alemanha Ocidental após a Segunda Guerra Mundial, parcialmente resultante do Plano Marshall. A palavra "milagre" é usada para descrever o crescimento do pós-guerra na Coreia do Sul, transformando-se na 11ª maior economia do mundo e um modelo para muitos países em desenvolvimento, algo considerado impossível por muitos na época. A infraestrutura do país foi dizimada durante a Guerra da Coreia e milhões de pessoas viviam em condições de pobreza extrema. Quando o general Park Chung-hee tomou o poder em 1961, a Coreia do Sul tinha um renda per capita de menos de US $80 por ano (que era na época uma das mais baixas do mundo). Durante esse tempo, a Coreia do Sul era mais dependente da ajuda externa, principalmente dos Estados Unidos em troca de envolvimento da Coreia do Sul na Guerra do Vietnã. O movimento Saemaeul implantado pelo presidente Park Chung-hee estava focado no desenvolvimento rural da Coreia. A forte liderança do governo Park e o uso efetivo de mão de obra barata iniciou uma faísca na economia sul-coreana. Em menos de quatro décadas, Seul que era chamada de "sem esperança" foi completamente transformada em uma cidade global ocupando o papel de um dos maiores centros de negócios , comércio e tecnologia na Ásia e no mundo. A cidade é considerada por muitos coreanos como um símbolo de orgulho nacional e espírito de que "pode ser feito". Além do movimento Saemaeul, o governo coreano adotou outro plano eficaz de desenvolvimento econômico chamado de Plano Quinquenal. Diversos planos quinquenais foram elaborados, e eles foram elaborados para reacender a economia. Cada um dos planos contribuiu enormemente na industrialização e ampliação de mercados da Coreia do Sul.